# Hans-Dieter Grabher

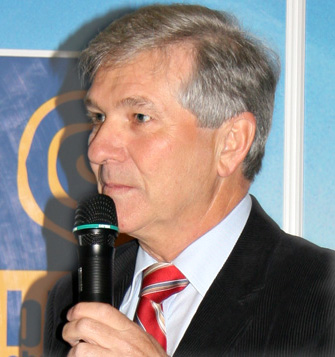
Hans-Dieter Grabher 2006 als Lustenauer Bürgermeister

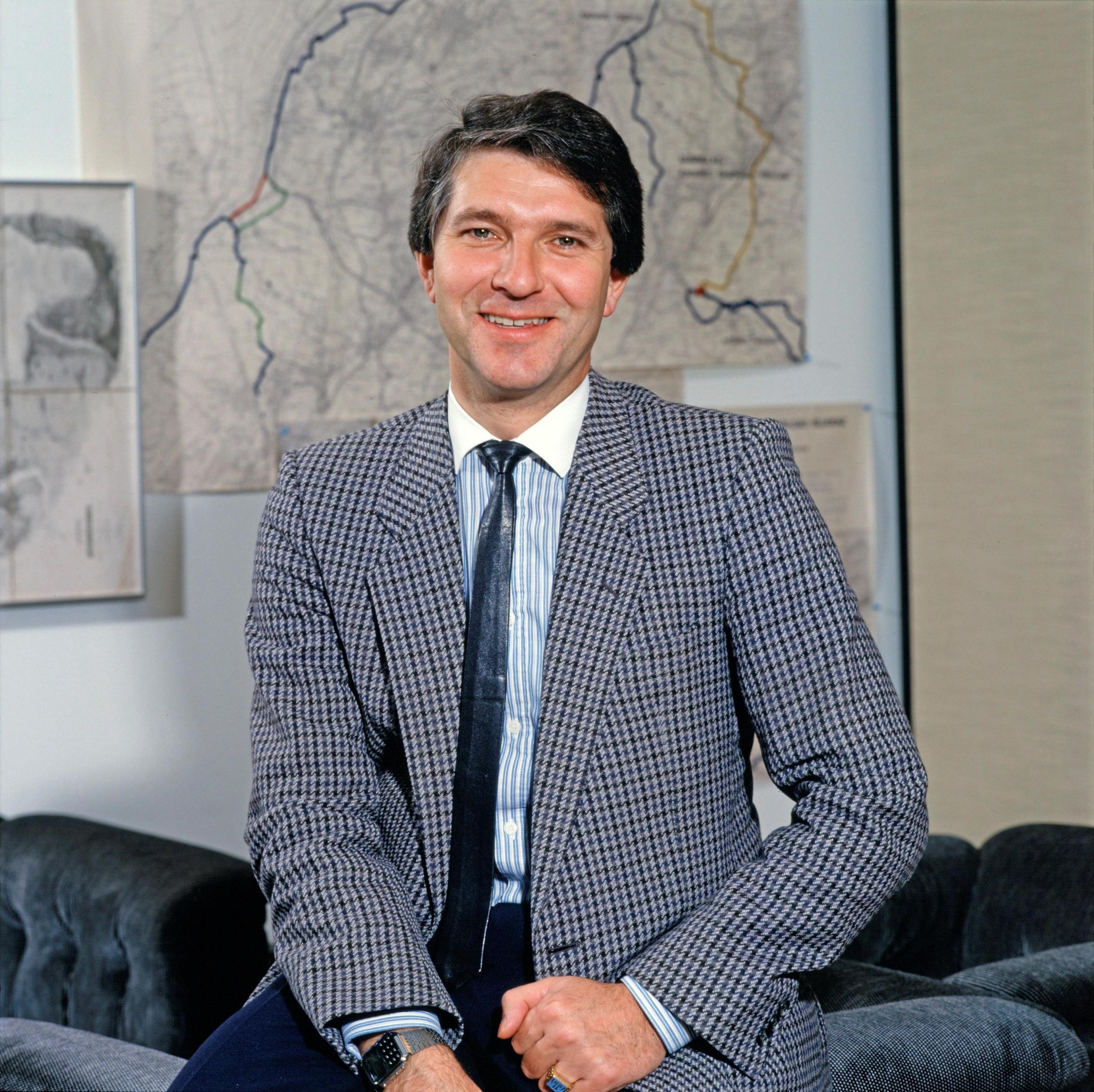
Hans-Dieter Grabher als Landesrat im Jahr 1984

Hans-Dieter Grabher (* 30. März 1947 in Lustenau) ist ein österreichischer Politiker (FPÖ) im Bundesland Vorarlberg. Er war von 1993 bis 2010 Bürgermeister der Marktgemeinde Lustenau, von 1984 bis 1993 Landesrat in der Vorarlberger Landesregierung und von 1982 bis 1992 Landesparteiobmann der FPÖ.

## Politisches Wirken
Grabher war Landtagsabgeordneter für die FPÖ im Vorarlberger Landtag, ehe er im Jahr 1982 zum Landesparteiobmann der FPÖ gewählt wurde. Ab 16. Mai 1984 ersetzte Grabher seinen aus der Landesregierung ausgeschiedenen Parteikollegen Karl-Werner Rüsch als Landesrat. In den Landesregierungen Purtscher I und Purtscher II wirkte Hans-Dieter Grabher in weiterer Folge als Landesrat für Raumplanung und Baurecht, Straßenbau, Hochbau, Wasser- und Landwirtschaftsbau. Am 6. Oktober 1993 löste ihn als Landesrat der spätere österreichische Vizekanzler Hubert Gorbach ab.
Grabher widmete sich anschließend ab 30. September 1993 dem von Dieter Alge (FPÖ) übernommenen Amt des Bürgermeisters der Marktgemeinde Lustenau. Dieses Amt übte er mehr als 16 Jahre lang aus, ehe er im Vorfeld der Gemeindevertretungs- und Bürgermeisterwahlen in Vorarlberg 2010 bekannt gab, dass er für eine weitere Kandidatur nicht mehr zur Verfügung stehe. Ihm folgte als Spitzenkandidat der Freiheitlichen Partei bei der Wahl Ernst Hagen nach. Dieser konnte das Amt jedoch nicht erreichen, wodurch Kurt Fischer von der ÖVP Grabhers Nachfolger als Bürgermeister wurde.
Am 27. April 2010 erhielt Hans-Dieter Grabher das Silberne Ehrenzeichen des Landes Vorarlberg, am 26. Oktober 2011 wurde ihm die Ehrenbürgerschaft Lustenaus verliehen.